# 미팜최끼로죄

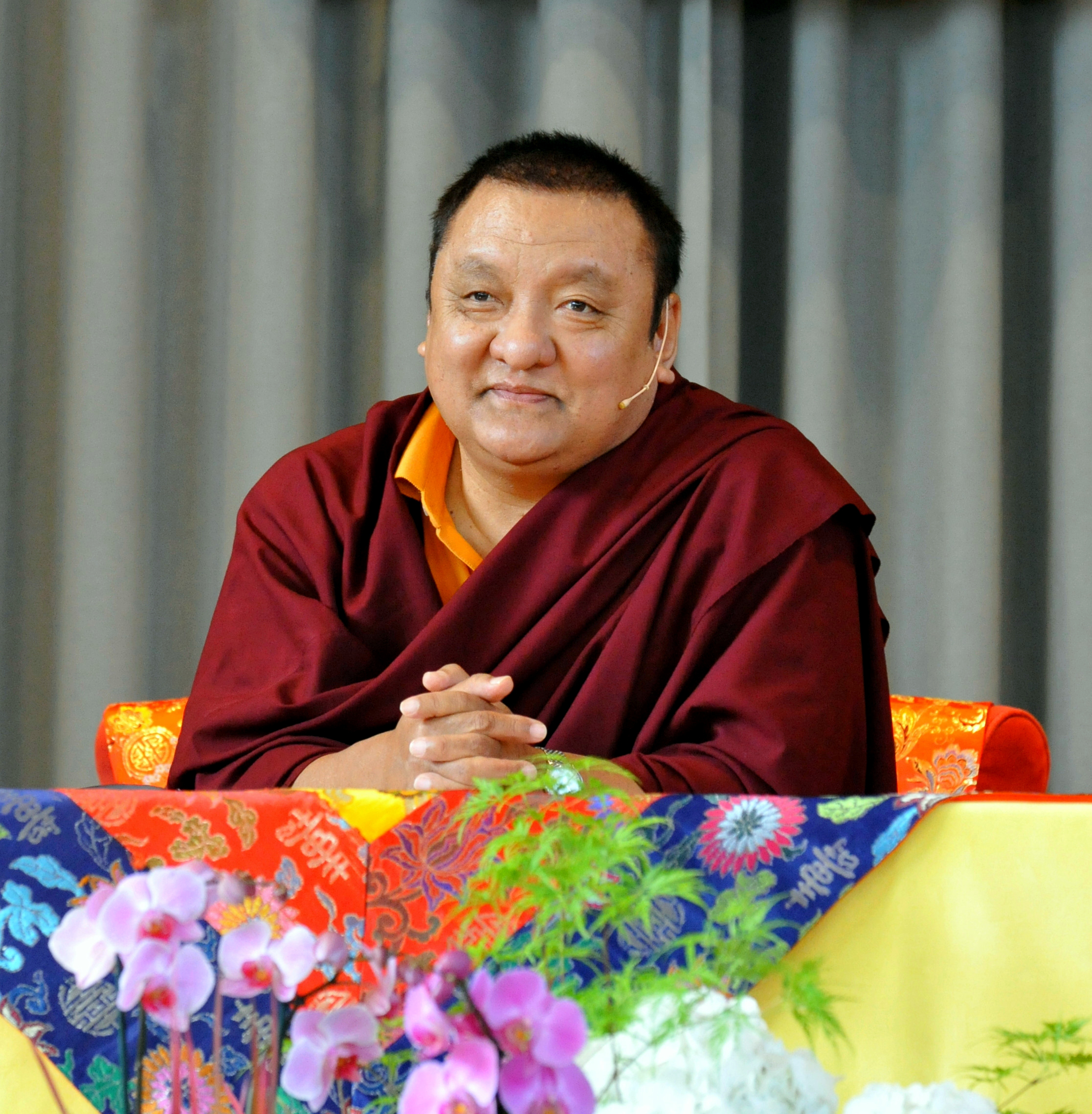
제14대 샤마빠 미팜최끼로죄

미팜최끼로죄(མི་ཕམ་ཆོས་ཀྱི་བློ་གྲོས་་, Mi-pham Chos-kyi Blo-gros, Mipam Chökyi Lodrö, 1952년 10월 27일 ~ 2014년 6월 11일)는 티베트 불교 까귀파 까마까귀 홍모파의 제14대 샤마빠이다. 1983년에 친레타예도제를 제16대 까마빠 랑중릭빼도제의 환생자로 인정하였다.